# Сборная Косова по футболу
Сбо́рная Ко́сова по футбо́лу (алб. Përfaqësuesja e futbollit të Kosovës, серб. Фудбалска репрезентација Косова) — сборная, представляющая частично признанное государство Косово на международных футбольных соревнованиях. Собирается под руководством Футбольной федерации Косова.

## История

### Первый матч
Во время процесса распада Югославии в 1993 году в Косове появилась своя непризнанная сборная по футболу, которая провела свою первую игру против сборной Албании 14 февраля того же года (игра завершилась победой Албании со счётом 3:1). В стартовый состав Косово в той встрече входили Ахмет Беселица, Ардиан Кознику, Бардил Сефери, Фадиль Бериша, Гани Лапаштица, Генц Ходжа, Иса Садриу, Куштрим Муниши, Мухаррем Сахити, Садуллах Аети и Селаудин Ерлини.

### 2002—2010
7 сентября 2002 года сборная Косово впервые после окончания Косовской войны провела международный матч, представлявший собой товарищескую встречу с командой Албании и закончившийся домашним поражением косоваров со счётом 0:1. В стартовый состав Косово вошли Ахмет Беселица, Ардиан Кознику, Арсим Абази, Бесник Колари, Фадиль Адеми, Фарук Статовци, Исмет Муниши, Мехмет Драгуша, Сунай Кеки, Джевдет Лумница и Зенун Селими.
После матча с албанцами Косово провело ещё пять игр. Крупнейшей победой стала победа над сборной Монако со счётом 7:1, которая была одержана под руководством Мухаррема Сахити. Одним из немногих турниров, на котором сыграла сборная Косова, был турнир к 50-летию Федерации футбола Северного Кипра, проведённый в начале ноября 2005 года. Косовары стали вторыми, уступив первое место хозяевам турнира — сборной Северного Кипра — и обойдя сборную Лапландии. Самой значимой же из этих игр стала победа со счётом 1:0 над Саудовской Аравией, случившаяся 15 июня 2007 года. Этот поединок стал первым, в котором косоварам противостояла команда, принимавшая участие в финальной части чемпионата мира по футболу. Единственный и победный гол забил Кристиан Нуши, с пенальти на 84-й минуте.
6 мая 2008 года представители Косова направили письмо в ФИФА с просьбой признать Косово полноправным членом и разрешить им принять участие в отборочных играх чемпионатов мира и Европы в зоне УЕФА. Президент Футбольной федерации Косова Фадиль Вокри назвал это действие «историческим моментом» и выразил уверенность в скором принятии Косова в ФИФА. Однако в октябре 2008 года пришёл ответ из ФИФА, согласно которому в прошении косоваров было отказано. Просьба Косова нарушала 10-й пункт регламента ФИФА, в котором оговаривалось, что членом ФИФА может быть только государство, признанное международным сообществом. Повторная просьба Косова о вхождении в ФИФА и УЕФА была отклонена 22 октября 2011 года.
17 февраля 2010 года Косово впервые с момента провозглашение независимости провело международный матч. Соперником вновь стала Албания, товарищеская встреча закончилась домашним поражением косоваров со счётом 2:3. В стартовый состав хозяев в той игре вошли Анель Раскай, Дукагин Гаши, Энис Забергя, Фисник Папучи, Илир Налбани, Куштрим Мушица, Лиридон Кукай, Роберт Герай, Шпетим Хасани и Юл Ходжа. Этот матч носил благотворительный характер, потому что прибыль, полученная от этой встречи, пошла пострадавшим от наводнения в Шкодере.
В декабре 2012 года на футбольной карте мира фактически появилось новое государство: прошедший в Токио исполком ФИФА дал добро клубам, а также молодёжной и женской сборным Косова на проведение товарищеских матчей с командами, футбольные ассоциации которых входят в ФИФА.

### 2014—2015
После четырёхлетней паузы и после решения ФИФА о разрешении Косово играть товарищеские матчи 5 марта 2014 года косовары провели свой первый официальный международный товарищеский матч против Гаити, завершившийся безголевой ничьей. После этого матча Косово сыграло ещё в пяти играх с Турцией, Сенегалом, Оманом, Экваториальной Гвинеей и вновь с Албанией. Первая победа в этих товарищеских матчах была одержана над командой Омана с минимальным счётом (1:0), а самое крупное поражение (1:6) было зафиксировано в домашнем поединке против сборной Турции, которая состояла из футболистов, выступавших на то время в чемпионате Турции.

### С 2016 года
3 мая 2016 года Косово было официально принято в УЕФА. 13 мая 2016 года принято в ФИФА.
3 июня 2016 года Косово провело свой первый международный матч в качестве полноправного члена УЕФА и ФИФА, победив в товарищеской встрече сборную Фарер со счётом 2:0.

#### Квалификация чемпионата мира 2018 года
9 июня 2016 года Чрезвычайная комиссия УЕФА приняла решение, что Косово присоединится к Хорватии, Финляндии, Исландии, Турции и Украине в группе I отборочного турнира чемпионата мира 2018 года, а также постановила, что Босния и Герцеговина и Сербия не должны встречаться с Косово по соображениям безопасности. 5 сентября 2016 года Косово дебютировало в квалификации чемпионата мира по футболу, сыграв в гостях вничью (1:1) с Финляндией, гол за косоваров забил Валён Бериша, отметившись с пенальти на 60-й минуте. Косово закончил квалификационный турнир с девятью поражениями и одной ничьей, этот неутешительный итог послужил причиной отставки главного тренера сборной, Альберта Буняки.

#### Улучшение результатов
После слабых результатов во время квалификации чемпионата мира по футболу 2018 года и отставки Альберта Буняки пост главного тренера сборной временно занял Мухаррем Сахити, бывший игрок сборной Косово и помощник Буняки в период, когда тот возглавлял национальную команду. В его задачу входило улучшение результатов, которое началось 13 ноября 2017 года с домашней победы в Митровице над сборной Латвии со счётом 4:3. Матч был товарищеским.
2 марта 2018 года национальная федерация футбола подписала с Бернаром Шалландом двухлетний контракт. Спустя 22 дня после этого назначения Косово одержала победу над Мадагаскаром со счётом 1:0. Шалланд продолжил свою работу вместе с Сахити, выиграв следующие два товарищеские матча с командами Буркина-Фасо и Албании. 2018 год был отмечен дебютом в Лиге наций УЕФА выездной ничьей (0:0) с Азербайджаном. Первая победа в Лиге наций УЕФА, одновременно ставшая и первой в истории Косово победой в официальном турнире, была одержана со счётом 2:0 в домашнем матче с Фарерскими островами. Выступление в этом турнире для Косово и вовсе стало успешным: команда заняла первое место в своей группе.

## Матчи
Статистика по странам по состоянию на 17 ноября 2019 года.
| Страна                | И  | В  | Н | П  | ГЗ | ГП | ±   | %      | С   |
| --------------------- | -- | -- | - | -- | -- | -- | --- | ------ | --- |
| Азербайджан           | 2  | 1  | 1 | 0  | 4  | 0  | +4  | 050,00 |     |
| Албания               | 5  | 1  | 1 | 3  | 8  | 9  | −1  | 020,00 |     |
| Англия                | 2  | 0  | 0 | 2  | 3  | 9  | −6  | 000,00 |     |
| Болгария              | 2  | 1  | 1 | 0  | 4  | 3  | +1  | 050,00 |     |
| Буркина-Фасо          | 1  | 1  | 0 | 0  | 2  | 0  | +2  | 100,00 |     |
| Гаити                 | 1  | 0  | 1 | 0  | 0  | 0  | +0  | 000,00 |     |
| Гибралтар             | 1  | 1  | 0 | 0  | 1  | 0  | +1  | 100,00 |     |
| Дания                 | 1  | 0  | 1 | 0  | 2  | 2  | +0  | 000,00 |     |
| Исландия              | 2  | 0  | 0 | 2  | 1  | 4  | −3  | 000,00 |     |
| Лапландия             | 1  | 1  | 0 | 0  | 4  | 1  | +3  | 100,00 | н/д |
| Латвия                | 1  | 1  | 0 | 0  | 4  | 3  | +1  | 100,00 |     |
| Мадагаскар            | 1  | 1  | 0 | 0  | 1  | 0  | +1  | 100,00 |     |
| Мальта                | 2  | 2  | 0 | 0  | 8  | 1  | +7  | 100,00 |     |
| Монако                | 1  | 1  | 0 | 0  | 7  | 1  | +6  | 100,00 | н/д |
| Оман                  | 1  | 1  | 0 | 0  | 1  | 0  | +1  | 100,00 |     |
| Саудовская Аравия     | 1  | 1  | 0 | 0  | 1  | 0  | +1  | 100,00 | н/д |
| Северный Кипр         | 1  | 0  | 0 | 1  | 0  | 1  | −1  | 000,00 | н/д |
| Сенегал               | 1  | 0  | 0 | 1  | 1  | 3  | −2  | 000,00 |     |
| Турция                | 3  | 0  | 0 | 3  | 2  | 12 | −10 | 000,00 |     |
| Украина               | 2  | 0  | 0 | 2  | 0  | 5  | −5  | 000,00 |     |
| Фарерские острова     | 3  | 2  | 1 | 0  | 5  | 1  | +4  | 066,67 |     |
| Финляндия             | 2  | 0  | 1 | 1  | 1  | 2  | −1  | 000,00 |     |
| Хорватия              | 2  | 0  | 0 | 2  | 0  | 7  | −7  | 000,00 |     |
| Черногория            | 2  | 1  | 1 | 0  | 3  | 1  | +2  | 050,00 |     |
| Чехия                 | 2  | 1  | 0 | 1  | 3  | 3  | +0  | 050,00 |     |
| Экваториальная Гвинея | 1  | 1  | 0 | 0  | 2  | 0  | +2  | 100,00 |     |
| 24 страны             | 39 | 15 | 8 | 16 | 62 | 61 | +1  | 038,46 | All |

## Состав сборной
Следующие игроки были вызваны в состав сборной главным тренером Аленом Жирессем для участия в матчах квалификации Евро-2024 против сборной Израиля (25 марта 2023) и сборной Андорры (28 марта 2023).
Игры и голы приведены по состоянию на 31 марта 2023 года:
|  | Вр  | Самир Уйкани       | 5 июля 1988 (37 лет)      | 36 | 0  | Эмполи             |  |  |
|  | Вр  | Ариянет Мурич      | 7 ноября 1998 (26 лет)    | 30 | 0  | Бернли             |  |  |
|  | Вр  | Висар Бекай        | 24 мая 1997 (28 лет)      | 5  | 0  | Тирана             |  |  |
|  |     |                    |                           |    |    |                    |  |  |
|  | Защ | Амир Ррахмани      | 24 февраля 1994 (31 год)  | 51 | 6  | Наполи             |  |  |
|  | Защ | Мергим Войвода     | 1 февраля 1995 (30 лет)   | 46 | 2  | Торино             |  |  |
|  | Защ | Фидан Алити        | 3 октября 1993 (31 год)   | 44 | 1  | Цюрих              |  |  |
|  | Защ | Флоран Хадерджонай | 31 июля 1994 (31 год)     | 27 | 1  | Касымпаша          |  |  |
|  | Защ | Леарт Пакярада     | 10 августа 1994 (30 лет)  | 26 | 1  | Санкт-Паули        |  |  |
|  | Защ | Ибраим Дрешевич    | 24 января 1997 (28 лет)   | 22 | 0  | Фатих Карагюмрюк   |  |  |
|  | Защ | Бетим Фазлия       | 25 апреля 1999 (26 лет)   | 18 | 0  | Санкт-Паули        |  |  |
|  | Защ | Мирлинд Крюэзиу    | 26 января 1997 (28 лет)   | 10 | 0  | Цюрих              |  |  |
|  |     |                    |                           |    |    |                    |  |  |
|  | ПЗ  | Милот Рашица       | 28 июня 1996 (29 лет)     | 48 | 8  | Галатасарай        |  |  |
|  | ПЗ  | Валён Бериша       | 7 февраля 1993 (32 года)  | 38 | 4  | Мельбурн Сити      |  |  |
|  | ПЗ  | Берсант Целина     | 9 сентября 1996 (28 лет)  | 35 | 2  | Сток Сити          |  |  |
|  | ПЗ  | Арбер Зенели       | 25 февраля 1995 (30 лет)  | 33 | 9  | Реймс              |  |  |
|  | ПЗ  | Эдон Жегрова       | 31 марта 1999 (26 лет)    | 30 | 4  | Лилль              |  |  |
|  | ПЗ  | Зюмер Бютюки       | 11 сентября 1996 (28 лет) | 18 | 1  | Олимпиакос (Пирей) |  |  |
|  | ПЗ  | Флёриан Лёшай      | 13 августа 1996 (28 лет)  | 17 | 0  | Истанбулспор       |  |  |
|  | ПЗ  | Флорент Муслия     | 6 июля 1998 (27 лет)      | 15 | 1  | Падерборн 07       |  |  |
|  | ПЗ  | Донат Ррудани      | 2 мая 1999 (26 лет)       | 9  | 2  | Янг Бойз           |  |  |
|  | ПЗ  | Бленди Идризи      | 2 мая 1998 (27 лет)       | 6  | 0  | Ян                 |  |  |
|  |     |                    |                           |    |    |                    |  |  |
|  | Нап | Ведат Мурики       | 24 апреля 1994 (31 год)   | 46 | 23 | Мальорка           |  |  |
|  | Нап | Арбнор Муйа        | 29 января 1998 (27 лет)   | 0  | 0  | Антверпен          |  |  |

## Главные тренеры
| Период     | Главный тренер       |
| ---------- | -------------------- |
| 1993       | Айет Шошоли          |
| 1994—1999  | Нет                  |
| 2000       | Бильбиль Соколи      |
| 2001—2004  | Нет                  |
| 2005—2006  | Мухаррем Сахити      |
| 2006—2009  | Эдмонд Ругова        |
| 2009—2017  | Альберт Буньяки      |
| 2017—2018  | Мухаррем Сахити      |
| 2018—2021  | Бернар Шалланд       |
| 2021—2022  | Примож Глиха (и. о.) |
| 2022—2023  | Ален Жиресс          |
| 2024—н. в. | Франко Фода          |

## Форма

### Домашняя
| 2016 | 2017 | 2018—2021 | 2021—2023 | 2023—н. в. |

### Гостевая
| 2017 | 2018—2021 | 2021—2023 | 2023—н. в. |

### Резервная
| 2017 | 2018—2021 | 2021—2023 | 2023—н. в. |

Источники:,